# Tina Križan
Tina Križan (née le 18 mars 1974 à Maribor) est une joueuse de tennis yougoslave puis slovène, professionnelle de 1989 à 2006.
Elle a gagné six tournois WTA au cours de sa carrière, tous en double, dont quatre avec Katarina Srebotnik.

## Palmarès

### Titres en double dames
| No | Date       | Nom et lieu du tournoi                        | Catégorie | Dotation  | Surface      | Partenaire         | Finalistes                              | Score         |          |
| -- | ---------- | --------------------------------------------- | --------- | --------- | ------------ | ------------------ | --------------------------------------- | ------------- | -------- |
| 1  | 02-10-1995 | Wismilak Open Surabaya                        | Tier IV   | 107 500 $ | Dur (ext.)   | Petra Kamstra      | Nana Miyagi Stephanie Reece             | 2-6, 6-4, 6-1 | Parcours |
| 2  | 13-04-1998 | Makarska International Championships Makarska | Tier IV   | 107 500 $ | Terre (ext.) | Katarina Srebotnik | Evgenia Kulikovskaya Karin Kschwendt    | 7-6, 6-1      | Parcours |
| 3  | 12-07-1999 | Torneo Internazionale Palerme                 | Tier IVa  | 142 500 $ | Terre (ext.) | Katarina Srebotnik | Åsa Svensson Sonya Jeyaseelan           | 4-6, 6-3, 6-0 | Parcours |
| 4  | 10-04-2000 | Estoril Open Estoril                          | Tier IVa  | 140 000 $ | Terre (ext.) | Katarina Srebotnik | Amanda Hopmans Cristina Torrens         | 6-0, 7-69     | Parcours |
| 5  | 10-09-2001 | Big Island Championships Waikoloa             | Tier IV   | 140 000 $ | Dur (ext.)   | Katarina Srebotnik | Els Callens Nicole Pratt                | 6-2, 6-3      | Parcours |
| 6  | 10-01-2005 | Canberra Women’s Classic Canberra             | Tier V    | 110 000 $ | Dur (ext.)   | Tathiana Garbin    | Gabriela Navrátilová Michaela Paštiková | 7-5, 1-6, 6-4 | Parcours |

### Finales en double dames
| No | Date       | Nom et lieu du tournoi                  | Catégorie | Dotation    | Surface         | Vainqueures                         | Partenaire         | Score         |          |
| -- | ---------- | --------------------------------------- | --------- | ----------- | --------------- | ----------------------------------- | ------------------ | ------------- | -------- |
| 1  | 07-10-1996 | Wismilak Open Surabaya                  | Tier IV   | 107 500 $   | Dur (ext.)      | Alexandra Fusai Kerry-Anne Guse     | Noëlle van Lottum  | 6-4, 6-4      | Parcours |
| 2  | 18-11-1996 | Volvo Women’s Open Pattaya              | Tier IV   | 107 500 $   | Dur (ext.)      | Miho Saeki Yuka Yoshida             | Nana Miyagi        | 6-2, 6-3      | Parcours |
| 3  | 06-07-1998 | Piberstein Styria Open Maria Lankowitz  | Tier IV   | 107 500 $   | Terre (ext.)    | Laura Montalvo Paola Suárez         | Katarina Srebotnik | 6-1, 6-2      | Parcours |
| 4  | 20-09-1999 | SEAT Open Luxembourg                    | Tier III  | 180 000 $   | Moquette (int.) | Irina Spîrlea Caroline Vis          | Katarina Srebotnik | 6-1, 6-2      | Parcours |
| 5  | 25-10-1999 | Generali Open Linz                      | Tier II   | 520 000 $   | Moquette (int.) | Irina Spîrlea Caroline Vis          | Larisa Neiland     | 6-4, 6-3      | Parcours |
| 6  | 01-05-2000 | Croatian Ladies Open Bol                | Tier III  | 170 000 $   | Terre (ext.)    | Julie Halard Corina Morariu         | Katarina Srebotnik | 6-2, 6-2      | Parcours |
| 7  | 09-10-2000 | Japan Open Tokyo                        | Tier III  | 170 000 $   | Dur (ext.)      | Julie Halard Corina Morariu         | Katarina Srebotnik | 6-1, 6-2      | Parcours |
| 8  | 13-11-2000 | Volvo Women’s Open Pattaya              | Tier IVb  | 110 000 $   | Dur (ext.)      | Yayuk Basuki Caroline Vis           | Katarina Srebotnik | 6-3, 6-3      | Parcours |
| 9  | 09-04-2001 | Estoril Open Estoril                    | Tier IV   | 140 000 $   | Terre (ext.)    | Květa Hrdličková Barbara Rittner    | Katarina Srebotnik | 3-6, 7-5, 6-1 | Parcours |
| 10 | 13-08-2001 | Coupe Rogers AT&T Toronto               | Tier I    | 1 200 000 $ | Dur (ext.)      | Kimberly Po Nicole Pratt            | Katarina Srebotnik | 6-3, 6-1      | Parcours |
| 11 | 18-02-2002 | Copa Colsanitas Bogota                  | Tier III  | 170 000 $   | Terre (ext.)    | Virginia Ruano Pascual Paola Suárez | Katarina Srebotnik | 6-2, 6-1      | Parcours |
| 12 | 25-02-2002 | Abierto Mexicano Pegaso Acapulco        | Tier III  | 200 000 $   | Terre (ext.)    | Virginia Ruano Pascual Paola Suárez | Katarina Srebotnik | 7-5, 6-1      | Parcours |
| 13 | 17-02-2003 | Copa Colsanitas Bogota                  | Tier III  | 170 000 $   | Terre (ext.)    | Katarina Srebotnik Åsa Svensson     | Tatiana Perebiynis | 6-2, 6-1      | Parcours |
| 14 | 17-05-2004 | Internationaux de Strasbourg Strasbourg | Tier III  | 170 000 $   | Terre (ext.)    | Lisa McShea Milagros Sequera        | Katarina Srebotnik | 6-4, 6-1      | Parcours |

## Parcours en Grand Chelem

### En simple dames
| Année | Open d'Australie | Open d'Australie | Internationaux de France | Internationaux de France | Wimbledon       | Wimbledon  | US Open         | US Open            |
| ----- | ---------------- | ---------------- | ------------------------ | ------------------------ | --------------- | ---------- | --------------- | ------------------ |
| 1994  | 1er tour (1/64)  | Patty Fendick    | -                        | -                        | -               | -          | -               | -                  |
| 1995  | 1er tour (1/64)  | Mary Pierce      | 1er tour (1/64)          | Nancy Feber              | 1er tour (1/64) | Anke Huber | -               | -                  |
| 1996  | 2e tour (1/32)   | Chanda Rubin     | -                        | -                        | -               | -          | 2e tour (1/32)  | Rita Grande        |
| 1998  | -                | -                | -                        | -                        | -               | -          | 1er tour (1/64) | Mary Joe Fernández |
| 1999  | 1er tour (1/64)  | Monica Seles     | -                        | -                        | -               | -          | 2e tour (1/32)  | Jana Novotná       |

À droite du résultat, l’ultime adversaire.

### En double dames
| Année | Open d'Australie              | Open d'Australie           | Internationaux de France      | Internationaux de France  | Wimbledon                     | Wimbledon                  | US Open                       | US Open                    |
| ----- | ----------------------------- | -------------------------- | ----------------------------- | ------------------------- | ----------------------------- | -------------------------- | ----------------------------- | -------------------------- |
| 1994  | 1er tour (1/32) Sandra Dopfer | Linda Wild Chanda Rubin    | -                             | -                         | 1er tour (1/32) Yone Kamio    | Lori McNeil Rennae Stubbs  | -                             | -                          |
| 1995  | -                             | -                          | -                             | -                         | -                             | -                          | 1er tour (1/32) Els Callens   | B. Schultz Rennae Stubbs   |
| 1996  | 1er tour (1/32) R. Zrubáková  | C. Barclay Jenny Byrne     | 1er tour (1/32) Petra Kamstra | Rika Hiraki N. Kijimuta   | 2e tour (1/16) C. Papadáki    | M. Hingis Helena Suková    | 1er tour (1/32) C. Papadáki   | Rita Grande E. Makarova    |
| 1997  | 1er tour (1/32) N. van Lottum | K. Habšudová R. Zrubáková  | 1er tour (1/32) N. van Lottum | Katrina Adams Lori McNeil | 1er tour (1/32) N. van Lottum | L. Davenport Jana Novotná  | 1er tour (1/32) E. Martincová | Meike Babel Laura Golarsa  |
| 1998  | 1er tour (1/32) G. Helgeson   | M. Bollegraf A. Sánchez    | 2e tour (1/16) K. Srebotnik   | L. Davenport N. Zvereva   | 2e tour (1/16) K. Srebotnik   | M. Hingis Jana Novotná     | 1er tour (1/32) K. Srebotnik  | Erika de Lone Nicole Pratt |
| 1999  | 3e tour (1/8) K. Hrdličková   | L. Neiland A. Sánchez      | 2e tour (1/16) K. Hrdličková  | C. Martínez P. Tarabini   | 1er tour (1/32) K. Hrdličková | Silvia Farina Linda Wild   | 2e tour (1/16) K. Srebotnik   | A. Fusai N. Tauziat        |
| 2000  | 1er tour (1/32) K. Srebotnik  | T. Garbin K. Marosi        | 2e tour (1/16) K. Srebotnik   | M. de Swardt Navrátilová  | 1er tour (1/32) K. Srebotnik  | A. Ellwood Alicia Molik    | 3e tour (1/8) I. Selyutina    | Julie Halard Ai Sugiyama   |
| 2001  | 2e tour (1/16) I. Selyutina   | Åsa Svensson M. Maleeva    | 1er tour (1/32) K. Srebotnik  | Janet Lee W. Prakusya     | 2e tour (1/16) K. Srebotnik   | K. Habšudová D. Hantuchová | 1/4 de finale K. Srebotnik    | Cara Black Likhovtseva     |
| 2002  | 1/4 de finale K. Srebotnik    | D. Hantuchová A. Sánchez   | 1er tour (1/32) K. Srebotnik  | S. Asagoe T. Musgrave     | 1/4 de finale K. Srebotnik    | S. Williams V. Williams    | 1er tour (1/32) K. Srebotnik  | K. Boogert M. Oremans      |
| 2003  | 1er tour (1/32) K. Srebotnik  | R. McQuillan Meilen Tu     | 2e tour (1/16) K. Srebotnik   | Iva Majoli Tulyaganova    | 2e tour (1/16) K. Srebotnik   | S. Asagoe Nana Miyagi      | 3e tour (1/8) K. Srebotnik    | Cara Black Likhovtseva     |
| 2004  | 3e tour (1/8) K. Srebotnik    | S. Kuznetsova Likhovtseva  | 2e tour (1/16) K. Srebotnik   | S. Asagoe Rika Fujiwara   | 2e tour (1/16) T. Garbin      | Cara Black Rennae Stubbs   | 3e tour (1/8) T. Garbin       | Janet Lee Peng Shuai       |
| 2005  | 2e tour (1/16) T. Garbin      | E. Daniilídou Nicole Pratt | 1er tour (1/32) Ana Ivanović  | S. Cohen Selima Sfar      | 3e tour (1/8) Ana Ivanović    | Nadia Petrova Shaughnessy  | 2e tour (1/16) J. Janković    | Nadia Petrova Shaughnessy  |
| 2006  | 1er tour (1/32) J. Russell    | E. Gagliardi K. Šprem      | 1er tour (1/32) J. Janković   | M. Salerni María Vento    | 2e tour (1/16) J. Janković    | Liezel Huber Navrátilová   | -                             | -                          |

Sous le résultat, la partenaire ; à droite, l’ultime équipe adverse.

### En double mixte
| Année | Open d'Australie             | Open d'Australie          | Internationaux de France     | Internationaux de France  | Wimbledon                     | Wimbledon                  | US Open                      | US Open                  |
| ----- | ---------------------------- | ------------------------- | ---------------------------- | ------------------------- | ----------------------------- | -------------------------- | ---------------------------- | ------------------------ |
| 1997  | -                            | -                         | 1er tour (1/32) Peter Nyborg | Yayuk Basuki Tom Nijssen  | 3e tour (1/8) Wayne Arthurs   | L. Neiland A. Olhovskiy    | -                            | -                        |
| 1999  | -                            | -                         | -                            | -                         | 2e tour (1/16) N. Zimonjić    | V. Williams J. Gimelstob   | 1er tour (1/16) A. Kratzmann | Cara Black Robbie Koenig |
| 2000  | 1er tour (1/16) A. Kitinov   | K. Schlukebir B. Haygarth | 2e tour (1/16) E. Ferreira   | Shaughnessy Fredrik Bergh | 2e tour (1/16) Cyril Suk      | T. Musgrave A. Kratzmann   | 1er tour (1/16) A. Florent   | A. Sidot A. Olhovskiy    |
| 2001  | 1er tour (1/16) Lucas Arnold | Cara Black Kevin Ullyett  | 1er tour (1/16) Jeff Tarango | Navrátilová Max Mirnyi    | 1er tour (1/32) Simon Aspelin | Cara Black Sandon Stolle   | 1er tour (1/16) Bob Bryan    | B. Schett Joshua Eagle   |
| 2002  | 1er tour (1/16) Cyril Suk    | Dominikovic Ben Ellwood   | 1er tour (1/16) Rick Leach   | Elena Bovina Mark Knowles | 1er tour (1/32) Leoš Friedl   | Liezel Huber Mike Bryan    | 1er tour (1/16) Rick Leach   | C. Dhenin Paul Hanley    |
| 2003  | 1er tour (1/16) David Rikl   | Els Callens Robbie Koenig | 1er tour (1/16) F. Čermák    | Cara Black Wayne Black    | 2e tour (1/16) Mariano Hood   | Tulyaganova N. Zimonjić    | -                            | -                        |
| 2004  | 2e tour (1/8) Jeff Coetzee   | Elena Bovina N. Zimonjić  | -                            | -                         | 1er tour (1/32) Jeff Coetzee  | M. Washington M. Matkowski | -                            | -                        |
| 2005  | -                            | -                         | -                            | -                         | 1er tour (1/32) J. Gimelstob  | Els Callens Todd Perry     | -                            | -                        |

Sous le résultat, le partenaire ; à droite, l’ultime équipe adverse.

## Parcours aux Masters

### En double dames
| # | Date       | Nom de l'édition                     | ($)       | Surface    | Résultat      | Partenaire         | Ultimes adversaires               | Score         |          |
| - | ---------- | ------------------------------------ | --------- | ---------- | ------------- | ------------------ | --------------------------------- | ------------- | -------- |
| 1 | 29/10/2001 | Sanex Championships Munich           | 3 000 000 | Dur (int.) | 1/4 de finale | Katarina Srebotnik | Lisa Raymond Rennae Stubbs        | 6-3, 6-4      | Parcours |
| 2 | 04/11/2002 | Home Depot Championships Los Angeles | 3 000 000 | Dur (int.) | 1/4 de finale | Katarina Srebotnik | Elena Dementieva Janette Husárová | 6-3, 4-6, 6-2 | Parcours |

## Parcours aux Jeux olympiques

### En double dames
| # | Date       | Nom de l'olympiade             | Surface      | Résultat        | Partenaire         | Ultimes adversaires                 | Score     |          |
| - | ---------- | ------------------------------ | ------------ | --------------- | ------------------ | ----------------------------------- | --------- | -------- |
| 1 | 28/07/1992 | Olympic Tennis Event Barcelone | Terre (ext.) | 1er tour (1/16) | Karin Lusnic       | Manuela Maleeva Emanuela Zardo      | 6-2, 6-2  | Parcours |
| 2 | 19/09/2000 | Olympic Tennis Event Sydney    | Dur (ext.)   | 1er tour (1/16) | Katarina Srebotnik | Elena Likhovtseva Anastasia Myskina | 7-64, 6-3 | Parcours |
| 3 | 15/08/2004 | Olympic Tennis Event Athènes   | Dur (ext.)   | 1er tour (1/16) | Katarina Srebotnik | Nathalie Dechy Sandrine Testud      | 7-5, 6-3  | Parcours |

## Parcours en Fed Cup
| #                                                                   | Date       | Lieu         | Surface      | Gagnante(s)                          | Perdante(s)                    | Score         |          |
|                                                                     |            |              |              |                                      |                                |               |          |
| 1999 - Barrage (groupe mondial II) - Biélorussie - Slovénie - 3 : 0 |            |              |              |                                      |                                |               |          |
| 1                                                                   | 21/07/1999 | Amsterdam    | Dur (ext.)   | Olga Barabanschikova Natasha Zvereva | Tina Križan Katarina Srebotnik | 3-6, 6-3, 6-1 | Parcours |
|                                                                     |            |              |              |                                      |                                |               |          |
| 1999 - Barrage (groupe mondial II) - Japon - Slovénie - 2 : 1       |            |              |              |                                      |                                |               |          |
| 2                                                                   | 22/07/1999 | Amsterdam    | Dur (ext.)   | Shinobu Asagoe Ai Sugiyama           | Tina Križan Katarina Srebotnik | 6-2, 6-2      | Parcours |
|                                                                     |            |              |              |                                      |                                |               |          |
| 2003 - 1er tour (groupe mondial) - Argentine - Slovénie - 2 : 3     |            |              |              |                                      |                                |               |          |
| 3                                                                   | 25/04/2003 | Buenos Aires | Terre (ext.) | Natalia Gussoni María Emilia Salerni | Tina Križan Tina Pisnik        | 6-2, 3-6, 6-4 | Parcours |
|                                                                     |            |              |              |                                      |                                |               |          |
| 2003 - 1/4 de finale (groupe mondial) - Slovénie - Russie - 0 : 5   |            |              |              |                                      |                                |               |          |
| 4                                                                   | 19/07/2003 | Portorož     | Terre (ext.) | Elena Dementieva Anastasia Myskina   | Tina Križan Katarina Srebotnik | 6-2, 6-3      | Parcours |
|                                                                     |            |              |              |                                      |                                |               |          |
| 2004 - 1er tour (groupe mondial) - Slovénie - États-Unis - 1 : 4    |            |              |              |                                      |                                |               |          |
| 5                                                                   | 24/04/2004 | Portorož     | Terre (ext.) | Martina Navrátilová Lisa Raymond     | Tina Križan Katarina Srebotnik | 6-1, 1-6, 6-0 | Parcours |
|                                                                     |            |              |              |                                      |                                |               |          |
| 2004 - Barrage (groupe mondial I) - Indonésie - Slovénie - 4 : 1    |            |              |              |                                      |                                |               |          |
| 6                                                                   | 10/07/2004 | Jakarta      | Dur (ext.)   | Wynne Prakusya Angelique Widjaja     | Andreja Klepač Tina Križan     | 6-2, 6-2      | Parcours |
|                                                                     |            |              |              |                                      |                                |               |          |
| 2005 - Barrage (groupe mondial II) - Chine - Slovénie - 4 : 1       |            |              |              |                                      |                                |               |          |
| 7                                                                   | 09/07/2005 | Pékin        | Dur (int.)   | Li Ting Sun Tiantian                 | Tina Križan Sandra Volk        | 6-2, 6-0      | Parcours |

## Classements WTA en fin de saison

### En simple
| Année | 1990 | 1991 | 1992 | 1993 | 1994 | 1995 | 1996 | 1997 | 1998 | 1999 | 2000 | 2001 |
| Rang  | 391  | 351  | 193  | 181  | 122  | 127  | 147  | 177  | 141  | 136  | 211  | 727  |

Source : (en) « Classements de Tina Križan », sur le site officiel du WTA Tour

### En double
| Année | 1990 | 1991 | 1992 | 1993 | 1994 | 1995 | 1996 | 1997 | 1998 | 1999 | 2000 | 2001 | 2002 | 2003 | 2004 | 2005 | 2006 |
| Rang  | 512  | 458  | 360  | 167  | 231  | 92   | 80   | 138  | 73   | 35   | 32   | 23   | 30   | 43   | 59   | 52   | 137  |

Source : (en) « Classements de Tina Križan », sur le site officiel du WTA Tour